# Purnuvaara
Purnuvaara är en by i Gällivare kommun, Norrbottens län. Byn ligger vid länsväg BD 865, 5 kilometer norr om Dokkas och 13 kilometer sydväst om Markitta.
I september 2022 fanns det enligt Ratsit 21 personer över 16 år registrerade med Purnuvaara som adress. Vid folkräkningen den 31 december 1890 var 34 personer skrivna i Purnuvaara.